# Чешка и словашка федеративна република
Чешка и словашка федеративна република (на чешки: Česká a Slovenská Federativní Republika; на словашки: Česká a Slovenská Federatívna Republika) е името на Чехословакия от 1990 до 1992 г.

## Спор за името
Страната официално е преименувана от Чехословашка република на Чехословашка социалистическа република (ЧССР) през 1960 г.
След свалянето, в резултат на Нежната революция, на режима, доминиран от комунистите, през 1989 г., държавата възстановява общия демократичен режим. Предложено е да се върне предишното име Чехословашка република от периодите 1919 – 1938 и 1945 – 1960 г. Предложението се отхвърля.
За кратко време през 1990 г. държавата се казва Чехословашка федеративна република (ЧСФР, Чехословакия) / Чешко-словашка федеративна република (ЧСФР, Чехо-Словакия), но и то не се задържа. Словашките политици не са съгласни с това наименование, защото Словакия, като част от федерална държава, има твърде малко тежест в името. Затова се приема компромисният вариант Чешка и Словашка Федеративна Република (ЧСФР).
Чехословакия, краткото име на страната, се изписва слято на чешки – Československo (Чехословакия), а на словашки – с тире – Česko-Slovensko (Чехо-Словакия).
На 1 януари 1993 г. Чехословакия се разделя на суверенните държави Чехия и Словакия (официално: Чешка република и Словашка република).